# Buckshot Roulette
Buckshot Roulette est un jeu vidéo d'horreur indépendant de table, développé et publié par Mike Klubnika sur itch.io en 2023. Critical Reflex a ensuite sorti le jeu sur Steam le 4 avril 2024, pour coïncider avec une nouvelle mise à jour. Le jeu a été comparé au roguelike de 2021, Inscryption, mais se distingue par des visuels industriels et sombres, contrairement au style rustique et mythique d'Inscryption. Klubnika a développé le jeu avec le moteur de jeu Godot et a également composé la bande sonore du jeu.
Sorti le 28 décembre 2023, Buckshot Roulette a gagné en popularité en ligne au début de 2024 et a été salué par les critiques et les joueurs pour son gameplay stratégique et sa grande rejouabilité.
La version sur la plateforme Steam s'est vendue à un million d'exemplaire en deux semaines,,.

## Gameplay
Dans le jeu, le joueur participe à une version modifiée de la roulette russe dans une boîte de nuit souterraine, face à une entité mystérieuse appelée "Le Dealer". Au lieu du revolver traditionnellement utilisé dans la roulette russe, le joueur utilise un fusil à pompe. Le jeu se compose de trois manches. Au début de chaque manche, le Dealer, contrôlé par l'ordinateur, charge le fusil à pompe avec un certain nombre de cartouches rouges (chargées) et de cartouches grises (à blanc) dans un ordre aléatoire. Le joueur doit alors choisir de tirer soit sur le Dealer, soit sur lui-même. Si la cartouche est chargée, celui qui reçoit le tir perd une vie; si elle est à blanc, le joueur continue son tour ou passe le fusil au Dealer, qui prend alors son tour,,,. 
Le joueur et le Dealer ont un nombre de vies limité, représentées par des charges de défibrillateur administrées par une machine de suivi des scores : deux charges au début de la manche 1, quatre à la manche 2, et cinq à la manche 3. Une charge est consommée si le joueur ou le Dealer est touché par une cartouche chargée. Le premier à perdre toutes ses charges perd la manche,. Le joueur et le Dealer peuvent ressusciter indéfiniment pendant les manches 1 et 2. Cependant, pendant la manche 3, les fils du défibrillateur sont coupés si une partie a deux charges ou moins, mettant cette partie en mode "mort subite" qui oblige le joueur à recommencer depuis le début s'il perd. Si le chargeur est vidé sans que l'une des parties ait perdu toutes ses charges, le Dealer recharge le fusil avec une nouvelle série de cartouches.
À partir de la manche 2, un ensemble d'objets est distribué à chaque partie avec chaque chargement de cartouches, offrant divers avantages. Deux objets sont donnés pendant la manche 2 et quatre pendant la manche 3. Les objets sont,,,:
- Une loupe, qui révèle la cartouche actuellement chargée dans le fusil à pompe.
- Un paquet de cigarettes, qui restaure une charge (non fonctionnelle lors de la mort subite du round 3).
- Une canette de bière, qui permet éjecter la cartouche chargée sans conséquences et sautant le tour.
- Une scie à main qui convertit le fusil de chasse en un fusil de chasse à canon tronqué qui inflige deux fois de dégâts si la cartouche est pleine.
- Une paire de menottes, qui oblige l'adversaire à sauter son prochain tour.

Les éléments suivants sont exclusivement dans la version Steam ,,:
- Un téléphone à usage unique, qui montre l'état d'une des prochaines cartouches du fusil.
- Un "inverseur", un dispositif qui change la "polarité" de la cartouche actuel (par exemple, la cartouche vide devient pleine).
- Une injection d'adrénaline, qui permet à l'utilisateur de voler l'un des objets de l'adversaire, en l'utilisant immédiatement.
- Une boîte de médicaments périmés, qui a 50/50 de chances de restaurer deux vies ou de perdre une vie.

La mise à jour 1.1, sortie le 12 janvier 2024, a ajouté un nouveau mode de jeu infini appelé "Quitte ou double", accessible si le joueur prend des pilules optionnelles au début du jeu, débloqué après avoir battu le Dealer au moins une fois normalement. Dans "Quitte ou double", un nombre aléatoire d'objets est donné au début de chaque manche, ainsi qu'un nombre aléatoire de charges, plutôt que de suivre les comptes d'objets et de charges déterminés du jeu. Après avoir battu le Dealer, le joueur a le choix de quitter normalement ou de continuer le jeu et de doubler ses gains jusqu'à épuisement des charges, ce qui le forcera à recommencer quel que soit le tour atteint,. Le 4 avril 2024, avec la sortie de la version Steam, quatre nouveaux objets exclusifs à "Quitte ou double" ont été introduits : le téléphone, l'inverseur, l'adrénaline et le médicament périmé,,.
Le 31 octobre 2024, jour d'Halloween, une mise à jour ajoute un mode multijoueur, où jusqu'à quatre joueurs peuvent s'affronter en trois manches. Les objets sont dans l'ensemble identiques, mise à part les menottes qui ont été remplacées par un terminal permettant de sélectionner le joueur dont le tour est passé, et la télécommande, objet inédit au mode multijoueur, qui inverse l'ordre des tours.

## Accueil
Buckshot Roulette a rapidement gagné en popularité sur Twitch et TikTok, ce qui a ensuite conduit à une popularité croissante sur YouTube,,. Il a été remarqué pour sa similitude avec Inscryption, plusieurs critiques saluant l'élément stratégique introduit par le système d'objets du jeu,,,.